# Psyttália
Psyttália (grec moderne : Ψυττάλεια), ou Psyttaleia, est une île inhabitée du golfe Saronique située entre le port du Pirée et la péninsule de Kynosoura sur l'île de Salamine, en Grèce. Elle possède une superficie de 0,375 kilomètres carrés. L'île abrite actuellement la plus grande usine de traitement des eaux usées d'Europe avec une capacité de séchage maximale quotidienne de 750 tonnes d'eaux usées. Administrativement, elle fait partie de la municipalité du Pirée.

## Histoire
En 480 av. J.-C., avant la bataille navale de Salamine, les Perses installèrent sur l'île une garnison. Après la victoire grecque, la flotte perse se replia vers Phaleron, abandonnant la garnison. Aristide le Juste, stratège athénien (général), débarqua alors sur Psyttaleia, vainquit la garnison et exécuta tous les Perses survivants. De la période byzantine jusqu'au début du XXe siècle, l'île s'est appelée Lipsokoutali (Λειψοκουτάλι - une demi-cuillère) soit par métaplasme (déformation du nom avec le temps) soit, selon une légende, parce que vue du mont Aigalée, elle ressemblerait à une demi-cuillère. Lipsokoutali a toujours été associée avec l'antique Psyttália, mais certains érudits ont proposé que cette dernière a pu être Agios Georgios, l'une des îles Saroniques plus au large et au sud ; un consensus s'est établi sur Lipsokoutali.
Dans l'histoire moderne, l'île a été brièvement transformée en prison navale et politique pour mutins, déserteurs et dissidents. En 1947, pendant la guerre civile, plusieurs prisonniers politiques communistes y ont été détenus dans des conditions très rudes. À cette époque l'île n'avait déjà plus d'eau et sa végétation était rare et épineuse. Les prisonniers souffraient et parfois mouraient de soif et d'insolation. Le résistant Apóstolos Sántas y a été détenu en 1947 avant d'être envoyé au bagne de Makrónissos,.

## Station d'épuration

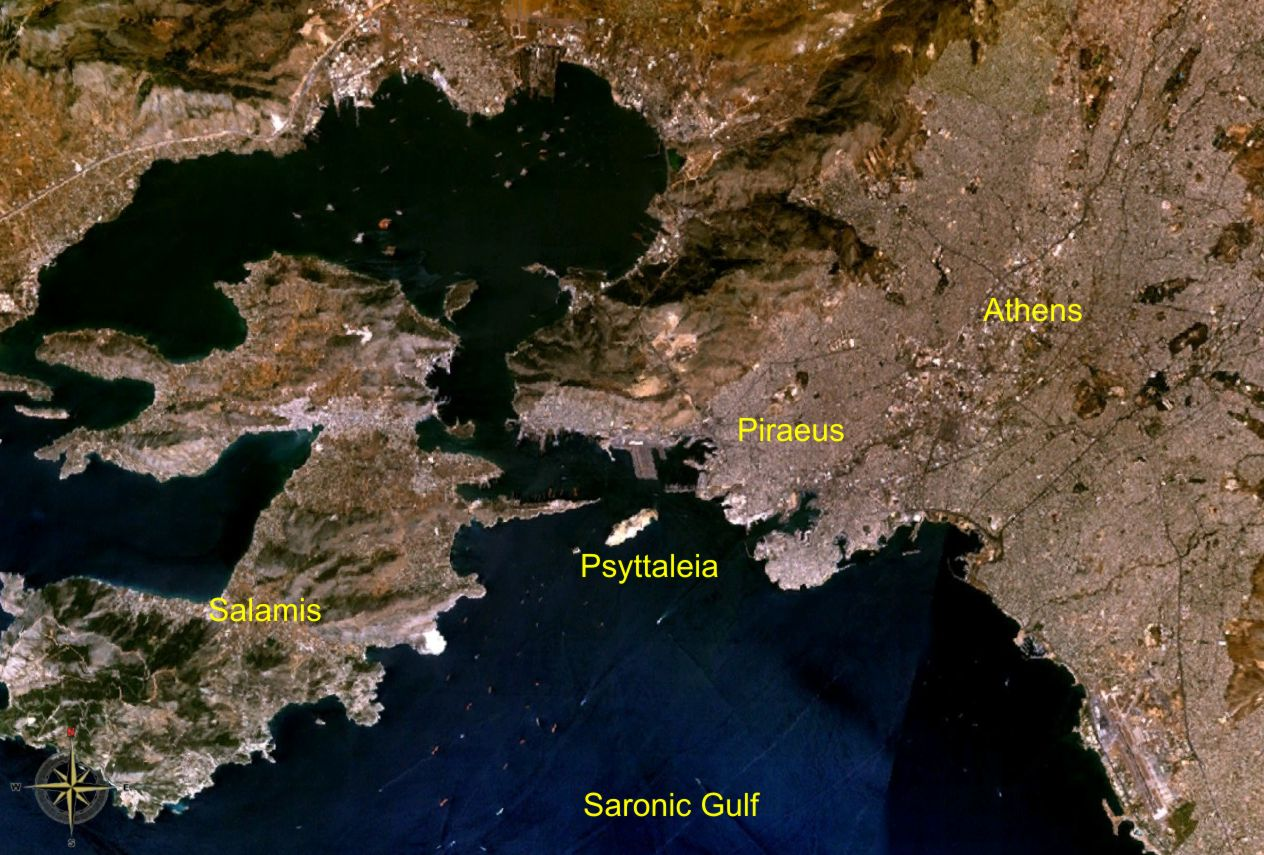
Localisation de Psyttália dans le golfe Saronique.

Dans les années 1990, le golfe Saronique commença à être pollué par les eaux usées industrielles et résidentielles d’Athènes. Afin de protéger l'écosystème et compte tenu des incidences négatives sur le tourisme, une station d'épuration des eaux usées fut installée sur l'île puis mise en service en novembre 1994  Elle incluait le traitement primaire, qui empêchait les déchets d'entrer dans la mer, mais ne fournissait pas de solution permanente aux boues résultantes. Les solutions temporaires d'exportation des boues et de neutralisation par oxydation se sont révélées insuffisantes au fil des années.
Le 1er juin 2007, une usine de traitement de boues fut mise en service, avec deux lignes de production d'une capacité totale de séchage des déchets de 500 tonnes par jour, ce qui correspond à l'afflux quotidien des eaux usées. Deux autres lignes de production ont été mises en service un mois plus tard, portant la capacité totale à plus de 750 tonnes par jour. On estimait alors que les boues restantes (150 à 160 000 tonnes), accumulées sur l'île au cours des années où seul le traitement primaire était actif, pouvaient être converties en biocarburant au cours des six premiers mois d'exploitation. Le biocarburant résultant fut principalement utilisé dans l'industrie, notamment dans les fours à ciment et les centrales électriques. Le 5 octobre 2007, le vice-ministre de l'environnement, Themistoklis Xanthopoulos, annonça qu'il ne resterait plus aucune boue dans les cinq mois qui suivirent, que l'opération était terminée et que des auditeurs  provenant de la Cour des comptes européenne avaient approuvé la qualité des résultats.

## Autres structures et services
Dans le nord-est de l'île, qui n'est pas occupée par la station d'épuration, se trouvent un phare et une station du système du service de trafic des navires de la garde côtière hellénique. 37° 56,62′ N, 23° 35,664′ E